# Sodalicio de Vida Cristiana
El Sodalicio de Vida Cristiana (en latín Sodalitium Christianae Vitae, SCV) fue una sociedad de vida apostólica de derecho pontificio, perteneciente a la Iglesia católica y compuesta por fieles laicos o clérigos. Fue fundada en Lima (Perú) por Luis Fernando Figari, el 8 de diciembre de 1971 y fue aprobada por el papa Juan Pablo II en 1997.
Junto con el Movimiento de Vida Cristiana, la Fraternidad Mariana de la Reconciliación, las Siervas del Plan de Dios, conformaron la llamada «Familia Sodálite». Desde el año 2000, el grupo estuvo marcado por denuncias de abusos psicológicos, físicos y sexuales contra menores de edad por parte de su cúpula, incluido su fundador Luis Fernando Figari, actos cometidos desde su fundación en los años 1970. Del mismo modo, desde que se hicieron públicas las denuncias, varios periodistas fueron hostigados por la organización.
Tras las graves denuncias de abusos, el papa Francisco la disolvió en 2025 por carecer de "carisma fundacional".

## Fundamentos
El pensamiento del Sodalicio se inspiró en las vertidas por el beato Guillermo José Chaminade (1761-1850), Ignacio de Loyola (1491-1556), de varios Padres de la Iglesia, diversos autores de la escuela benedictina y cisterciense ―entre ellos Bernardo de Claraval (1090-1153)― así como de la Escuela Francesa de Espiritualidad, como el cardenal Pierre de Berulle (1575-1629). También de algunos espirituales de la Reforma española, como el abad Cisneros (1455-1510), Fray Luis de Granada (1504-1588) y san Juan de Ávila (1500-1569).
Según la misma organización, el sodalicio se fundamentó por los siguientes aspectos teológicos: la «vivencia integral de la fe», la «centralidad del Misterio Trinitario», el «reconocimiento de la Encarnación del Verbo Eterno», el «amor filial a Santa María», la «vida comunitaria», «espiritualidad de la vida cotidiana», «adhesión al don la reconciliación», y la «eclesialidad», que en «suma buscan que el ser humano descubra la realización como ser creado para vivir el encuentro y la comunión con los demás. Acogiéndose a don de la fe, profundizándola para compartirla y celebrarla».
El gobierno del Sodalicio era de naturaleza vertical y recaía en un superior general que era elegido cada seis años por una asamblea general. Su último superior general fue José David Correa González, de nacionalidad colombiana, quien gobernó en el periodo 2019-2025.

## Historia

### Perú
Fue fundado por Luis Fernando Figari y Sergio Tapia Tapia el 8 de diciembre de 1971, en compañía del sacerdote Gerald Haby y un grupo de jóvenes estudiantes del colegio Maristas de San Isidro, con un «afán de descubrir el sentido de la propia vida y de la sociedad». Asimismo, para fomentar la consagración a María en medio de las ocupaciones de la vida cotidiana. En los siguientes años el Sodalicio experimentó un importante crecimiento en su apostolado juvenil. En 1978 comenzó las «Misiones Universitarias» que hoy forman parte del Movimiento de Vida Cristiana. Se trata de un servicio apostólico de jóvenes que comparten la fe colaborando espiritual y materialmente en zonas rurales o urbano-marginales afectadas por la pobreza.
En 1981 fue ordenado el primer sacerdote del Sodalicio, Jaime Baertl Gómez, por el arzobispo de Arequipa Fernando Vargas Ruiz de Somocurcio, S. J. Al año siguiente el cardenal Juan Landázuri Ricketts, ordenaría sacerdote a José Antonio Eguren, ex arzobispo metropolitano de Piura.

### Sudamérica
En 1986, el cardenal Eugênio de Araújo Sales (arzobispo de Río de Janeiro), invitó al Sodalicio a iniciar su primera comunidad fuera del Perú, en Brasil. El Sodalicio asumió la parroquia Nossa Senhora da Guía. En las favelas del territorio parroquial se organiza una labor solidaria, y surgen entre los parroquianos los primeros grupos de parejas de casados, que hoy forman parte de la asociación Familia de Nazaret del MVC.
A solicitud del arzobispo de Medellín, el cardenal Alfonso López Trujillo, el Sodalicio llega a Colombia asumiendo una parroquia en 1990. Ese mismo año se funda una segunda comunidad en Brasil, en la ciudad de Petrópolis, desde la que se colabora con el apostolado juvenil en el ámbito universitario, la enseñanza escolar y la atención solidaria. En 1992 el Sodalicio fundó una comunidad en la diócesis de Santo Amaro, en la ciudad de São Paulo en Brasil, sumando con presencia en tres ciudades del Brasil. El 22 de febrero de 1994, el Sodalicio fue erigido como Sociedad de Vida Apostólica de derecho diocesano, por el arzobispo de Lima el cardenal Augusto Vargas Alzamora. En el mes de diciembre de 1994 se celebró la I Asamblea General Ordinaria del Sodalicio, ya como sociedad de vida apostólica.
Erigió su primera región en 1996: la Región Perú, que por entonces reunía las comunidades de las jurisdicciones de Lima, Callao, Chosica, Lurín y Arequipa. Al año siguiente se erigió la Región Brasil, con comunidades en Río de Janeiro, Santo Amaro (en la ciudad de São Paulo) y Petrópolis. En diciembre de 1996, a consecuencia de la creación de la diócesis de Chosica en Lima (Perú), se erige la Parroquia Nuestra Señora de la Cruz que es encomendada al Sodalicio. El 8 de julio de 1997, 25 años después de su fundación, el papa Juan Pablo II aprobó el Sodalicio de Vida Cristiana como Sociedad de Vida Apostólica laical de Derecho Pontificio, dependiente de la Congregación para los Institutos de Vida Consagrada y las Sociedades de Vida Apostólica. Pocos meses después se erigió la comunidad sodálite Nossa Signora della Evangelizzazione en la ciudad de Roma. Finalizando el año se fundó en Arequipa la Universidad Católica San Pablo.
En enero de 1999 el Sodalicio erigió en Santiago de Chile la comunidad Nuestra Señora del Carmen, y al comenzar el año 2001 se creó la Región Colombia ―que comprendía las jurisdicciones de Medellín, Cali y Bogotá―. El año 2002 se estableció en Guayaquil, la comunidad Inmaculado Corazón de María. El 7 de abril de 2002, el cardenal Juan Luis Cipriani Thorne ordenó obispo a José Antonio Eguren, quien fue nombrado obispo auxiliar de Lima hasta julio del 2006. El año 2006 Kay Martín Schmalhausen Panizo es nombrado obispo de Ayaviri. Meses después José Antonio Eguren es nombrado arzobispo de Piura. Para acompañar la pastoral de los obispos el Sodalicio funda en Piura y en Ayaviri comunidades al año siguiente.
En diciembre de 2010, tras las denuncias de abuso, Luis Fernando Figari renunció a su cargo y se convocó a una Asamblea General Extraordinaria para la elección de su sucesor. En abril de 2019, se nombró a Gianfranco Ghirlanda, S.J. como Delegado para la formación y a fray Guillermo Rodríguez, O.F.M., como Asistente Pontificio ad nutum del Sodalicio de Vida Cristiana.

## Denuncias
En el año 2000, la sociedad es denunciada públicamente por primera vez por el periodista y exmiembro José Enrique Escardó Steck por abusos psicológicos y físicos que sufrió durante el año que vivió en las comunidades del Sodalicio. En 2007 la policía encontró en un hotel de Lima al sodálite Daniel Murguía Ward con un niño de 11 años, al que iba a tomarle fotos desnudo. Fue expulsado de la sociedad y encarcelado año y medio.
En 2010, se suspendió la beatificación de Germán Doig Klinge. Doig había fallecido en 2001 y fue su vicario general. Al año siguiente, aparecerían varios testimonios sobre abusos sexuales que lo señalaban como autor. En enero de 2011, en la Asamblea General Extraordinaria fue elegido como superior general el peruano Eduardo Regal Villa, quien desde el año 2001 había sido vicario general y coordinador general del Movimiento de Vida Cristiana.
Ese mismo año, a través de un comunicado, informó sobre «inconductas sexuales» cometidas por Germán Doig, ex vicario general, fallecido diez años antes. En una entrevista el 1 de febrero de 2011, el Sodalicio confirmó la cancelación del proceso de beatificación del difunto laico consagrado, debido a tres «gravísimas acusaciones» que evidenciaron que Doig llevó una «doble vida». Según la versión de Diario 16 se le ordenó retirarle «el culto y la fe» debido a su «traición al Señor». Desde 2010, el Sodalicio había informado a sus miembros y había expurgado toda mención al fallecido vicario general Germán Doig en todos los sitios de Internet que hablaban de él.
En 2015, editorial Planeta publica el libro Mitad monjes, mitad soldados de los periodistas Pedro Salinas y Paola Ugaz, donde relatan la investigación de 5 años sobre abusos sexuales, físicos y psicológicos que el fundador Luis Fernando Figari, German Doig y otros miembros de la cúpula cometieron a 30 personas. En octubre, a raíz del escándalo, la Fiscalía del Perú inicia una investigación.
Tras la publicación de los libros e investigaciones periodísticas, los periodistas Daniel Yovera, Paola Ugaz y Pedro Salinas fueron denunciados por difamación agravada. Diversas organizaciones y medios periodísticos mostraron preocupación por el hostigamiento judicial hacia los periodistas desde 2016.
El 18 de enero de 2025 se hizo público que el Vaticano había decidido disolver el Sodalicio a causa de numerosas irregularidades y denuncias. La disolución se confirmó antes de que las autoridades eclesiásticas lo hicieran oficial. Días después, uno de los denunciantes fue escuchado por el Comité de los Derechos del Niño para exigir que el Estado peruano creara una comisión para investigar los casos de pederastía en la Iglesia católica.

### Abusos
La sociedad ha estado involucrada en varios escándalos relacionados con abusos físicos, psicológicos y sexuales a menores realizados por la cúpula de la misma, incluido el fundador Luis Fernando Figari, y denunciados en varios periódicos, libros y documentales.
En el año 2000, aparecen las primeras denuncias de violencia física y psicológica contra miembros de la organización en la columna semanal El quinto pie del gato, escrita por el periodista peruano Jose Enrique Escardó Steck (JEES) en la revista Gente. En 2001, Escardó se ratifica en el programa de televisión Entre líneas de Canal N, dirigido y conducido por Cecilia Valenzuela.
En 2007 la policía encontró a Daniel Murguía Ward con un niño de 11 años, al que iba a tomarle fotos desnudo. Fue expulsado de la sociedad y encarcelado año y medio.
En 2010 se canceló la beatificación de Germán Doig (fallecido 10 años antes) debido a varios testimonios sobre abusos sexuales que lo señalaban como autor. En diciembre de ese mismo año, el fundador del Sodalicio, Luis Fernando Figari, había renunciado a su cargo de superior general alegando «motivos de salud». En agosto de 2011 un diario limeño notificó la existencia de denuncias de abuso sexual contra Figari, acusaciones que declaró falsas.
Tras las acusaciones aparecidas en diversos medios, en su libro Mitad monjes, mitad soldados, Pedro Salinas (antiguo miembro del SCV en los años 80), acusa con testimonios anónimos de presuntos abusos sexuales en el SCV. Figari aceptó que cometió excesos en la formación de los miembros del Sodalicio, pero que no había cometido abusos sexuales.
La Presidencia de la Conferencia Episcopal Peruana (CEP) había respondido el 2 de noviembre de 2015 principalmente a las acusaciones contra Figari, rechazando cualquier tipo de abuso, ofreciendo colaboración con las leyes civiles y disposición para acompañar a los afectados y comprometiéndose a proteger y defender la vida y la inocencia de los niños.
En mayo de 2016, 5 exmiembros del Sodalicio de Vida Cristiana presentaron una denuncia penal contra Luis Fernando Figari y otros miembros de la comunidad por los delitos de asociación ilícita para delinquir, secuestro y lesiones graves. En junio de 2024, la Fiscalía dispuso archivar por sexta vez y de manera definitiva la investigación preliminar por lo que no procedió formalizar la investigación preparatoria contra los denunciados por secuestro mental y lesiones psicológicas graves.[cita requerida]
El 21 de enero de 2017, la comunidad sodálite dispuso la entrega de un monto de reparación por casi 2.8 millones de dólares estadounidenses a las víctimas de abusos sexuales, físicos o psicológicos. El monto comprende reparaciones económicas, asistencia médica o psicológica, ayuda para la reinserción laboral y ayudas de otro tipo.
El 22 de abril de 2015 la Santa Sede designó un visitador apostólico para investigar las acusaciones de comportamientos impropios de Figari, según informó el mismo Sodalicio.
En 2015, la Fiscalía del Perú inicia una investigación. El 5 de abril de 2016 Alessandro Moroni, superior general del Sodalicio, declaró que considera culpable moral a Figari de las acusaciones que se le imputan, independientemente de las decisiones de la Santa Sede o la Fiscalía, y lo declaró como persona non grata para la institución.
El 2016 la Santa Sede nombró al actual Cardenal Joseph William Tobin, por entonces arzobispo de Indianápolis, hoy de Newark, Estados Unidos, como delegado ad nutum de la Congregación para los Institutos de Vida Consagrada y las Sociedades de Vida Apostólica para el Sodalicio de Vida Cristiana, encomendándole aconsejar y sostener al superior general y al gobierno del Sodalicio en el cumplimiento de todas sus competencias, entre ellas guiar al gobierno del Sodalicio en las decisiones a adoptar en el caso de Luis Fernando Figari y de la administración de los bienes del Sodalicio. Alessandro Moroni trasladó a Luis Fernando Figari a un lugar más acorde a las medidas dispuestas por la Santa Sede.
En febrero de 2017 Figari, por mandato de la Santa Sede, fue exclaustrado (impedido de vivir en una casa del Sodalicio) por abusos sexuales que habría cometido hasta 1990 y por reiteradas faltas en su cargo de autoridad, la cual ejerció hasta el 2010. El mismo Sodalicio publicó un informe en el que se detalla el tipo de faltas cometidos por Figari y otros tres exmiembros. A su vez, la fiscal provincial titular penal en Lima Centro, Hilda Díaz Livaque, archivó el caso antes que Patricia Benavides la nombrara como jefa de Fiscalía de Violencia contra la Mujer.
Tras 12 de meses de trabajo, el 14 de febrero de 2017 se publicó el Informe Final sobre abusos cometidos en la comunidad sodálite realizado por los expertos internacionales Kathleen McChesney, Ian Elliott y Mónica Applewhite. Una de las responsables del informe, la sra. Kathleen McChesney, exmiembro del FBI, detalló que se entrevistó a más de 245 personas durante el proceso, entre acusados, testigos y víctimas. El informe incluye además una lista de recomendaciones para la prevención de abusos de todo tipo.

### Pedido de perdón institucional
Durante la V Asamblea General Ordinaria de enero del 2019, el Sodalicio emitió un «comunicado de perdón y reconciliación» en el que pidió perdón «a toda persona que haya sufrido escándalo, confusión y dolor» a causa de los abusos y faltas cometidos por sus miembros, y señaló que Luis Fernando Figari no era más considerado como un referente espiritual para la vida sodálite.

### Hostigamiento a periodistas peruanos
Los periodistas peruanos Pedro Salinas, Paola Ugaz y Daniel Yovera han acusado al Sodalicio de haberlos acosado judicial y mediáticamente.
Paola Ugaz y Daniel Yovera fueron querellados por el empresario peruano Alberto Gómez de la Torre, quien los acusó de difamarlo en un documental producido por Ugaz, al vincularlo con una organización criminal en una trama de tráfico de terrenos.
En 2019, el periodista Pedro Salinas fue condenado por difamación agravadada tras haber sido querellado por el arzobispo emérito de Piura y Tumbes, José Antonio Eguren. En un comunicado oficial, Eguren señaló que la querella no fue motivada por la publicación de Mitad monjes, mitad soldados. Algunos días después de la sentencia, Eguren desistió de la querella contra Salinas y otra que había presentado contra Paola Ugaz, también por difamación.
En 2019, la periodista Paola Ugaz anunció la publicación de un libro sobre el manejo financiero de la organización religiosa, aunque hasta el momento no ha sido publicado. En 2020, la periodista Paola Ugaz denunció haber recibido una amenaza de muerte a través de su cuenta personal de Instagram por investigar y publicar las irregularidades financieras de la sociedad.
En 2022, la Fiscalía de la Nación allanó la vivienda del periodista Pedro Salinas. Salinas acusó al Sodalicio de propiciar la acción legal. Por su parte, el fiscal Reynaldo Abia declaró que el allanamiento era parte de una investigación por presuntos actos de corrupción vinculados a la empresa CHISAC, de la que Salinas fue socio y dueño; y no tenía relación con el Sodalicio de Vida Cristiana.
En 2023 un grupo de campesinos del departamento de Piura denunciaron hostigamiento judicial por una estrategia para ser desalojados de tierras de su comunidad por parte de una empresa afiliada al Sodalicio.  Por su parte, la Asociación Civil San Juan Bautista, acusada de haber usurpado tierras de comuneros en Piura, a través de un comunicado oficial, rechazó las acusaciones y compartió documentos oficiales que sustentan la adquisición de tierras con el fin de promover desarrollos agrícolas e inmobiliarios.

### Solicitudes de rectificación a la prensa
El arzobispo emérito de Piura y Tumbes, José Antonio Eguren, dirigió una solicitud de rectificación al diario peruano La República, en rechazo a las afirmaciones que consideró falsas y sin sustento realizadas sobre su persona en un artículo publicado el 27 de abril de 2025. El diario La República atendió su solicitud publicando una versión editada de la carta en su portal web. El arzobispo emérito de Piura y Tumbes rechazó las acusaciones en su contra sobre su supuesta vinculación con una trama de tráfico de tierras en Piura, y sobre la supuesta persecución judicial contra dos periodistas peruanos, a quienes querelló por difamación agravada.
El sacerdote Jaime Baertl Gómez, dirigió tres solicitudes de rectificación al diario peruano La República, en rechazo a las afirmaciones sobre su persona que consideró falsas, hechas en diversos artículos, en su mayoría de autoría de la periodista Paola Ugaz, y publicados en el diario desde el año 2016. Las cartas del sacerdote Baertl fueron publicadas en la web del diario La República el 24 de marzo de 2025, el 29 de marzo de 2025 y el 25 de abril de 2025.
El abogado Claudio Cajina, abogado del Sodalicio de Vida Cristiana, dirigió una solicitud de rectificación a la directora del diario español El País, María José Bueno, en rechazo a las afirmaciones que consideró falsas contenidas en un artículo el 8 de noviembre de 2024. A través de una columna, el abogado Cajina, expresó su rechazo a la supuesta influencia del Sodalicio en el sistema judicial peruano, la supuesta representación del abogado José Luis Hauyón de los intereses del Sodalicio, y la supuesta persecución judicial contra dos periodistas peruanos. En una columna del 14 de julio de 2025 publicada en el diario El Comercio , Cajina adujo que como abogado habría acompañado al Sodalicio en los procesos internos de investigación y reparación, y afirmó que la institución habría mantenido una actitud colaborativa y entregado documentación para las investigaciones realizadas por el Ministerio Público.
José Antonio Dávila, Asistente General de Temporalidades del Sodalicio de Vida Cristiana, dirigió tres solicitudes de rectificación al diario peruano La República, en rechazo  a diversas afirmaciones contenidas en artículos publicados el 8 de julio de 2024, el 22 de diciembre de 2023 y el 4 de septiembre de 2023. Ante una inusual demora en atender la solicitud, Dávila recurrió al Tribunal de Ética del Consejo de la Prensa Peruana (CPP), tras lo cual el diario La República publicó en su versión impresa la carta relacionada al artículo publicado en julio de 2024. Dávila rechazó las acusaciones del supuesto abuso del Concordato entre el Vaticano y el Estado peruano, las supuestas transferencias dinero para evadir las reparaciones a las víctimas de diversos tipos de abusos, la supuesta evasión tributaria, y el supuesto liderazgo de facto del sacerdote Jaime Baertl sobre las finanzas del Sodalicio.

### Reparaciones
El 14 de abril de 2025, Sor Simona Brambilla, Prefecta del Dicasterio para los Institutos de Vida Consagrada y Sociedades de Vida Apostólica, recibió el Informe final sobre las reparaciones en el Sodalicio de Vida Cristiana, que cubre los criterios utilizados para la reparación y las reparaciones realizadas por su Oficina de Escucha y Asistencia entre mayo de 2016 y abril de 2025. De acuerdo al informe se habrían realizado 98 procesos de reparación, a través de acuerdos extrajudiciales, y se habría destinado una suma de USD 6,491,900 a reparaciones por (17) abusos sexuales a menores de edad, (20) abusos sexuales a mayores de edad, y (61) abusos físicos, psicológicos y de autoridad, a través de indemnizaciones económicas, ayuda terapéutica y ayuda académica.

## Comisiones del Vaticano
En enero del 2018, la Congregación para los Institutos de Vida Consagrada y Sociedades de Vida Apostólica dispuso el Comisariamiento del Sodalicio de Vida Cristiana y nombró Comisario Apostólico de la sociedad a Noel Antonio Londoño Buitrago, obispo de Jericó (Antioquía), Comisario Adjunto a fray Guillermo Rodríguez, O.F.M. La Santa Sede dispuso que el cardenal Joseph William Tobin se mantenga como Delegado ad nutum, particularmente para cuestiones de índole económica. El Sodalicio de Vida Cristiana, a través de un comunicado, aseguró su disposición a colaborar con el Delegado ad nutum y el Comisario Apostólico. Ese mismo año, la Santa Sede hizo un comunicado que el papa ha seguido «especialmente atento» a la «notable gravedad» de las informaciones que ha recibido.

### Expulsión del fundador y otros 14 sodálites
Mediante un Decreto del 9 de agosto de 2024, hecho público por la Conferencia Episcopal Peruana, el Vaticano dispuso la expulsión de Luis Fernando Figari del Sodalicio de Vida Cristiana, precisando el documento que tal medida se adoptó «con la finalidad de restablecer la justicia dañada por el comportamiento tenido por el señor Luis Fernando Figari Rodrigo a lo largo de muchos años, así mismo para proteger en el futuro el bien individual de los fieles y de la Iglesia».
La Nunciatura Apostólica en el Perú comunicó el 25 de septiembre del 2024, a través de una Nota de prensa, la expulsión del exsuperior general Eduardo Regal, el arzobispo emérito de Piura, José Antonio Eguren Anselmi, los exsuperiores regionales Rafael Ísmodes (sacerdote) y Erwin Scheuch, los exformadores Humberto del Castillo, Óscar Tokumura y el sacerdote Daniel Cardó; los exmiembros incorporados Ricardo Trenemann y Miguel Salazar, y el periodista Alejandro Bermúdez.
La Nunciatura Apostólica en el Perú comunicó el 21 de octubre de 2024, a través de una nota de prensa, la expulsión del exasistente de Temporalidades, Comunicaciones, Apostolado y exvicario general, José Ambrozic, y del sacerdote Luis Ferroggiaro, y el 23 de octubre de 2024, a través de otra nota de prensa, la expulsión del sacerdote Jaime Baertl, exasistente de Espiritualidad, y del exasistente de Temporalidades, Juan Carlos Len.

## Supresión
El 18 de enero de 2025, el portal Infovaticana informó que el cardenal Gianfranco Ghirlanda acababa de comunicar a los presentes en la Asamblea General del Sodalicio realizada en la ciudad brasileña de Aparecida que el papa Francisco había decidido la supresión de la sociedad y el nombramiento de un comisario apostólico. Tal disolución pontificia respondería "a la ausencia de un carisma fundacional legítimo y a los graves casos de abusos cometidos por su fundador, Luis Fernando Figari, y otros miembros destacados".
El decreto de supresión, firmado por la prefecta del Dicasterio para los Institutos de Vida Consagrada y las Sociedades de Vida Apostólica, sor Simona Brambilla, y por el papa Francisco en enero del 2025, fue "intimado" (es decir, comunicado) y firmado por el superior general, José David Correa, en Roma, el 14 de abril del 2025.  A partir de este último acto, la sociedad de vida apostólica quedó oficialmente suprimida y entró en funciones el comisario apostólico nombrado por el papa, Jordi Bertomeu Farnós. 
De acuerdo a la Oficina Central de Estadística de la Iglesia hasta agosto de 2023, el Sodalicio contaba con 19 casas, 42 sacerdotes y 90 laicos.